# Елепов, Борис Степанович
Борис Степанович Елепов (13 августа 1942, Курган, Челябинская область — 11 февраля 2016, Новосибирск) — советский и российский учёный в области информатизации науки, директор Государственной публичной научно-технической библиотеки Сибирского отделения РАН (с 1980 г.), доктор технических наук, профессор. Автор и главный редактор более 300 публикаций. Основные работы сделаны в области использования метода Монте-Карло, автоматизации информационно-библиотечных процессов, информационного обеспечения науки.

## Биография
Борис Степанович Елепов родился 13 августа 1942 года в городе Кургане Челябинской области, с 1943 года — административный центр Курганской области.
В 1960 году окончил среднюю школу. В 1960—1961 гг. работал на Курганском арматурном заводе. Затем поступил в Новосибирский государственный университет и в 1966 году защитил диплом по специальности «Математика».
В 1966 году начал трудовую деятельность стажёром-исследователем. C должности младшего научного сотрудника Вычислительного центра (ВЦ) СО АН СССР в 1968 году ушёл служить в ряды Советской Армии. Вернувшись через 2 года в ВЦ СО АН СССР, вскоре стал его учёным секретарём. С 1972 года параллельно начал заниматься преподавательской деятельностью в Новосибирском государственном университете (1972—1983 гг.), затем — в 1982—1990 гг. — в Новосибирском государственном институте народного хозяйства. С 1990 года был профессором Новосибирского государственного института связи (Сибирского государственного университета телекоммуникаций и информатики).
В 1974 г. защитил диссертацию на тему: «Алгоритмы метода Монте-Карло для решения уравнений эллиптического типа» на соискание учёной степени кандидата физико-математических наук.
В 1975—1979 гг. работал в аппарате Президиума Сибирского отделения (СО) АН СССР (учёный секретарь по общему руководству разработкой и внедрением АСУ «Наука», заместитель начальника Научно-организационного отдела, заместитель начальника Управления организации научных исследований, начальник Отдела организации фундаментальных исследований, начальник Управления организации научных исследований, заместитель Главного учёного секретаря СО АН СССР).
С 1980 г. по 2016 г. являлся директором ГПНТБ СО АН СССР (СО РАН). Автор и гл. редактор более 300 публикаций.
Вёл большую научно-организационную работу: заместитель председателя Научно-издательского совета СО РАН, главный редактор журнала «Библиосфера», председатель Совета директоров институтов городского куста ННЦ, член Информационно-библиотечного совета РАН, Бюро Объединённого учёного совета по гуманитарным наукам СО РАН. Многие годы он являлся председателем специализированного совета по защите кандидатских диссертаций при ГПНТБ СО РАН, членом докторских советов при Институте вычислительных технологий СО РАН, Сибирском государственном университете телекоммуникаций и информатики.
Борис Степанович Елепов умер 11 февраля 2016 года. Похоронен на Южном кладбище города Новосибирска.

### Работа в диссертационных советах
В 1983—1996 гг. — член Диссертационного совета при Новосибирском государственном университете.

С 1996 г. — председатель Диссертационного совета при ГПНТБ СО РАН.

С 2008 г. — член Диссертационного совета ДМ 00304601 по защите диссертаций на соискание учёной степени доктора наук по специальностям 051318, 052505 Института вычислительных технологий СО РАН.

С 2010 г. — член диссертационного совета Д 21900503 при ГОУ ВПО Сибирского государственного университета телекоммуникаций и информатики по защите диссертаций на соискание учёной степени доктора технических наук по специальностям 051301, 051310.

### Общественная деятельность
1987—1998 гг. — член президиума Новосибирского отделения Всероссийского фонда культуры

С 1990 г. — заместитель председателя Редакционно-издательского совета СО АН СССР (Научно-издательского совета СО РАН)

С 1994 г. — член Библиотечной ассоциации «Евразия»

1994—2001 — член Совета Российской библиотечной ассоциации (РБА)

1996 г. — член Международной федерации библиотечных ассоциаций

1998—2003 — председатель Общественного совета Новосибирского филиала Российского фонда культуры

2001—2005 гг. — вице-президент Российской библиотечной ассоциации

С 2005 г. — главный редактор научного журнала «Библиосфера».

## Награды и звания
- Орден Дружбы, 2007
- Орден «Знак Почёта», 1982
- Заслуженный работник культуры Российской Федерации, 1996
- Премия губернатора Новосибирской области в сфере культуры и искусства за 2005 год
- Академик РАЕН
- Действительный член Международной академии информатизации, 1995
- Почётный академик Международной академии науковедения, 2000

## Память
- Мемориальная доска на здании ГПНТБ СО РАН, 5 октября 2016 года[6]